# Topolinek (Przelewice)
Topolinek (deutsch Ernestinenhof) ist eine Ortschaft in der Woiwodschaft Westpommern in Polen. Sie gehört zur Gmina Przelewice (Gemeinde Prillwitz)  im Powiat Pyrzycki (Pyritzer Kreis).

## Geographische Lage
Die Ortschaft liegt im Weizacker in Hinterpommern, etwa 50 Kilometer südöstlich von Stettin und etwa 16 Kilometer südöstlich der Kreisstadt Pyritz. 

## Geschichte
Ernestinenhof wurde um 1744 durch den Besitzer des Rittergutes Kloxin a, Joachim Balzer von Küssow, als Vorwerk etwa ½ Meile südlich vom Hauptgut Kloxin angelegt. Den Namen „Ernestinenhof“ erhielt das Vorwerk nach der im Jahre 1743 geborenen ältesten Tochter des Gutsherrn, Ernestine Johanna Balzerina von Küssow. 
Um 1865 wurden in Ernestinenhof 70 Einwohner in 7 Häusern gezählt. Von Ernestinenhof aus wurden damals 1503 Morgen Land bewirtschaftet. Bei der Volkszählung im Deutschen Reich 1871 wurden in Ernestinenhof 78 Einwohner in 7 Häusern gezählt. Ernestinenhof gehörte zum Gutsbezirk Kloxin und wurde später mit dem Gutsbezirk in die Landgemeinde Kloxin eingemeindet. 
Bis 1945 bildete Ernestinenhof einen Wohnplatz der Landgemeinde Kloxin und gehörte mit dieser zum Kreis Pyritz der preußischen Provinz Pommern.
Nach dem Zweiten Weltkrieg kam Ernestinenhof, wie ganz Hinterpommern, an Polen. Der Ort erhielt den polnische Ortsnamen „Topolinek“. Heute bildet der Ort ein eigenes Schulzenamt in der Gmina Przelewice (Gemeinde Prillwitz).